# Lave-vaisselle
 (janvier 2010).
Si vous disposez d'ouvrages ou d'articles de référence ou si vous connaissez des sites web de qualité traitant du thème abordé ici, merci de compléter l'article en donnant les références utiles à sa vérifiabilité et en les liant à la section « Notes et références ».
 (juillet 2016).

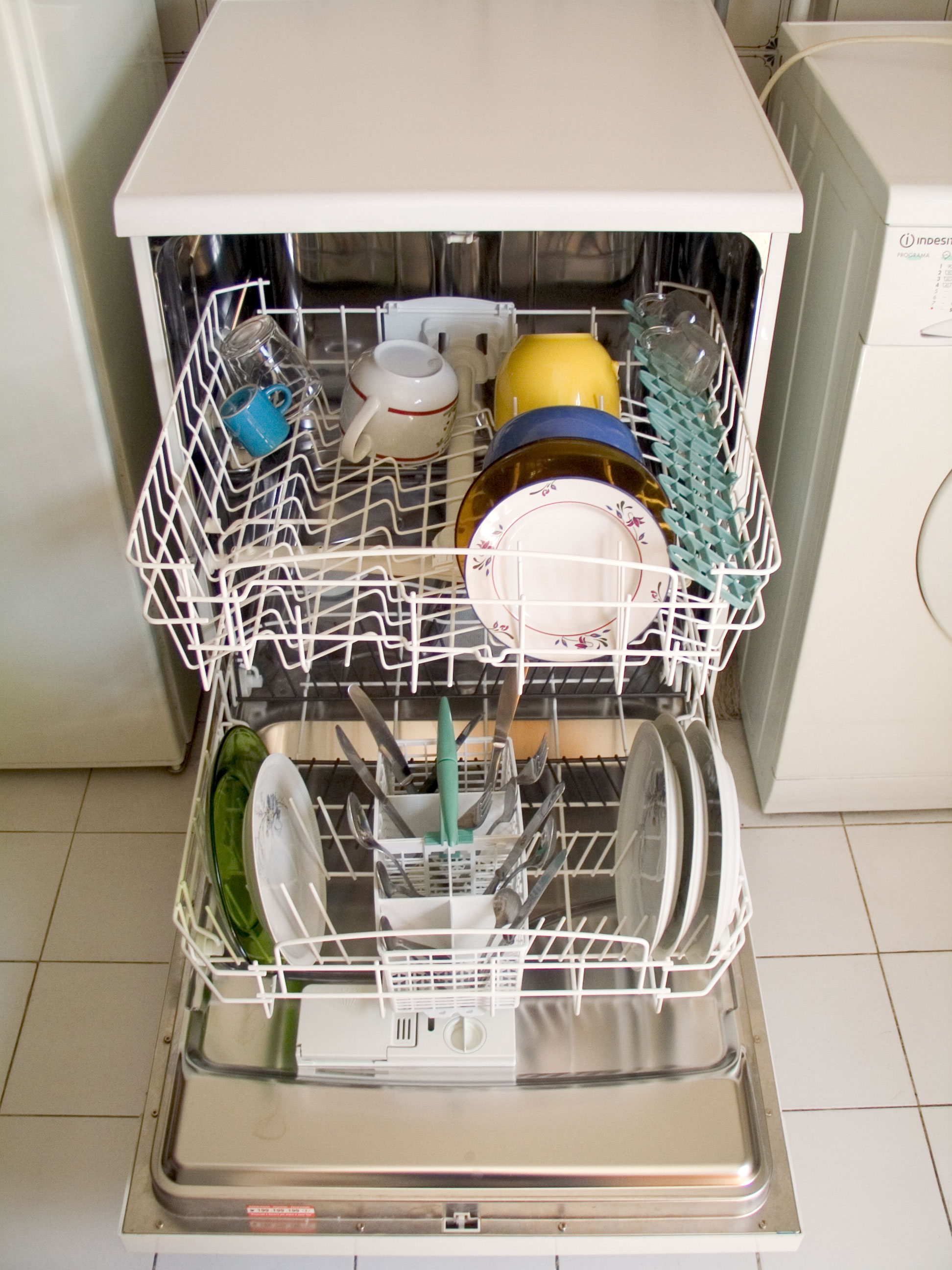
Un lave-vaisselle. On remarque les différents compartiments de rangement : les assiettes se rangent généralement en bas, les couverts dans un bac dédié, les verres et bols se rangeant le plus souvent en hauteur.

Un lave-vaisselle ou une machine à laver la vaisselle est un appareil électroménager conçu pour laver la vaisselle en remplaçant le plus possible la tâche ménagère dite de « faire la vaisselle ».

## Historique
La première mention d'une machine lavant la vaisselle remonte à 1850. Les lave-vaisselle modernes descendent d'un modèle semi-automatique imaginé par Josephine Cochrane en 1886. 
Les premiers éléments électriques sont ajoutés en 1920. Cet appareil domestique est devenu un équipement courant en Occident dans les années 1980.

## Fonctionnement

### Lavage
Le lave-vaisselle lave tout ce qu'il contient à l'aide de jets d'eau sous pression, et à condition que ces jets ne soient pas bloqués et les buses bien débouchées. Un, deux ou trois bras rotatifs munis de gicleurs aspergent de l'eau tiède à très chaude, sur la vaisselle, selon un cycle dont la durée est calculée pour assurer une désincrustation des restes alimentaires quelle qu'en soit la nature (graisses brûlées, sucres caramélisés, résidus divers). Pour être efficace, le jet d'eau rotatif doit être puissant et durer assez longtemps. De ce fait, il existe une partie de la vaisselle, réputée fragile, (tel que verre en cristal,, bordures dorées, etc.) qu'il n'est pas recommandé, ou autorisé, de laver en machine.
La température de l'eau à l'intérieur peut atteindre les 75 °C. Le niveau de bruit atteint pendant un lavage se situe entre 45  et   65 décibels. Un appareil qui émet entre 40  et   50 dB est considéré comme très silencieux.

#### Produit de lavage
Le liquide vaisselle utilisé pour laver la vaisselle à la main ne doit pas être utilisé en machine, car il produirait une mousse considérable. Le lave-vaisselle requiert un produit spécifique à base de tensio-actifs non moussants. Durant des décennies, ce produit était distribué en barils, sous forme de poudre, comme la lessive pour le linge. Pour des raisons de mode, de marketing et de commodité, la plupart des marques de produits de lavage préfèrent aujourd'hui vendre ces produits pour lave-vaisselle sous forme de doses se présentant habituellement sous l'aspect de gros sucres, alors que certains constructeurs de lave-vaisselle déconseillent ces produits prédosés et préconisent les produits séparés.
On trouve donc le produit de lavage sous différentes formes :
- en poudre ou en liquide à doser soi même[4] ;
- en tablettes « tout en un » comprenant, normalement, tous les produits nécessaires à l'efficacité et au bon fonctionnement du lave vaisselle (lessive + liquide rinçage + sel anti-calcaire)[4], mais ce dosage basé sur des moyennes risque de surdoser la lessive, surtout pour de petits lave-vaisselle.

#### Avantages et inconvénients des tablettes
La quantité d'eau utilisée a beaucoup diminué dans les machines récentes, faisant que la concentration des produits prédosés est trop élevée dans le liquide de lavage : il est donc courant de couper en deux les tablettes de produits prédosés (surtout pour le programme « ¹⁄₂ charge » ou les lave-vaisselle pour 6 couverts).
Les doses individuelles sont pratiques, mais sans permettre de dosage du produit, ce qui est source de gaspillage et de pollution.
Des produits tout-en-un incluant les fonctions détergent, liquide rinçage et sel existent. Côté détergent pas de changement, côté liquide rinçage, il est conseillé de ne pas utiliser l'appareil en lavage intensif, la fonction liquide de rinçage étant libérée en fonction de la haute température liée à ce moment du cycle (rinçage à 70 °C environ), l'efficacité du produit peut donc en être réduite. La fonction sel intégrée est quant à elle fonctionnelle dans une eau dure jusqu'à 35 °th, mais au-delà un complément de sel est nécessaire dans le réservoir. Certaines pastilles possèdent également des fonctions de protection de la verrerie ou d'entretien des divers organes de l'appareil.

### Traitement adoucissant de l'eau
Les lave-vaisselle modernes disposent tous d'un adoucisseur d'eau intégré qui requiert une charge initiale d'environ 2 kilogrammes de sel régénérant (chlorure de sodium pur). Des boules de résine synthétique favorisent l'échange ionique entre le sel soluble et les sels calcifiants (chlorures de calcium, de magnésium, nitrates). Cet adoucisseur est indispensable lorsque l'eau est calcaire sinon les verres et les couverts, une fois séchés, seraient blanchâtres.

### Rinçage
Une fois le cycle de lavage achevé, le cycle de rinçage introduit un produit, le liquide de rinçage,  favorisant le séchage, au dernier rinçage. C'est généralement un colloïde hydrosoluble qui rend l'eau plus ruisselante. Il est doté d'un pH bas.
Il est possible d'utiliser du vinaigre blanc comme produit de rinçage essentiellement si l'eau est calcaire.

## Constitution
Le lave-vaisselle est constitué des pièces détachées fonctionnelles suivantes :
- Un flexible avec raccord taraudé pour le raccordement au robinet d'arrivée d'eau ;
- Un câble avec prise pour le raccordement électrique ;
- Une électrovanne, qui autorise l'arrivée d'eau dans la machine aux moments définis par le programme choisi ;
- Un remplisseur/répartiteur, qui oriente l'eau vers le lavage ou le rinçage et en conserve une partie pour la régénération ;
- Un détecteur de niveau d'eau ou pressostat, qui gère la quantité d'eau admise ;
- Une pompe de cyclage, qui aspire l'eau et la propulse dans les bras de lavage (ou moulinet) ;
- Une résistance (ou thermoplongeur) qui permet le chauffage de l'eau ;
- Une sonde de température, qui contrôle la chaleur du bain lessiviel ;
- Un adoucisseur, avec bouchon de remplissage pour le sel, pour éviter les dépôts de calcaire ;
- Un réservoir de produit de rinçage ;
- Une pompe de vidange, permettant l'évacuation des eaux usées ;
- Un filtre démontable pour capter les gros déchets qui nuiraient au bon fonctionnement
- Un flexible pour l'évacuation de l'eau usagée ;
- Un programmateur ou une carte électronique, avec son panneau de commande, pour coordonner le fonctionnement de tous ces organes ;
- Différents paniers recevant les pièces de vaisselle, les couverts, etc.

D'autres organes optionnels sont présents comme le détecteur de salissure, le ventilateur de séchage, le débitmètre, etc. et de plus en plus des fonctions de domotique.

## Entretien
Le lave-vaisselle demande plus d'attention qu'un lave-linge. Après quelques cycles de lavage, le filtre doit être nettoyé, du sel doit être régulièrement ajouté dans l'adoucisseur (pour régénérer les résines échangeuses d'ions), et du liquide de rinçage (pour faciliter l'écoulement de l'eau sur les couverts, assiettes…) dans le réservoir approprié. 

Des produits liquides, à utiliser sans vaisselle avec un programme de lavage long et une température élevée, dissolvent les restes de graisses et détartrent les circuits d'eau (les orifices des bras de lavage sont parfois bouchés par du papier ou des restes d'aliments).
Des expériences récentes qui ont permis de faire les sels régénérants écologiques (100 % chlorure de sodium) ont prouvé que le simple gros sel de cuisine est aussi efficace que le sel régénérant, sans dégrader l'appareil (la taille des cristaux de sel est cependant un facteur important)[réf. nécessaire]. De même, le liquide de rinçage peut être remplacé par du vinaigre blanc, moins couteux.

## Étiquette énergétique

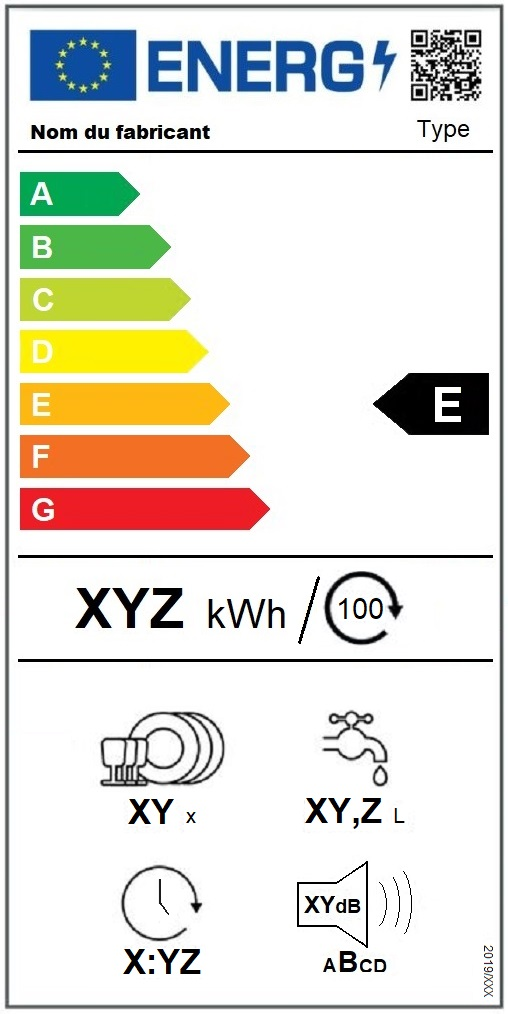
Nouvelle étiquette lave-vaiselle.

Depuis le 1er septembre 2021, chaque étiquette de lave-vaiselle comporte les informations suivantes, :
1. L'inclusion d'un code QR;
2. le nom du fabricant;
3. la référence du modèle;
4. la catégorie d’efficacité énergétique (de A à G);
5. la consommation électrique du programme ÉCO pour 100 cycles en kWh;
6. la capacité en nombre de couverts standard du programme ÉCO;
7. la consommation d'eau par cycle du programme ÉCO, en litres;
8. la durée du programme ÉCO, en heures et minutes;
9. Les émissions de bruit en décibels et la classe de bruit, de A à D;
10. Dans le coin en bas à droite, le numéro de série du règlement.

## Environnement
La construction, le transport, la vente, l'utilisation et le recyclage ou destruction de l'appareil en fin de vie consomment de l'énergie et des matières premières.
Lors d'un cycle de lavage, l'appareil consomme entre 10 et 20 litres d'eau pour les modèles récents, et environ 1 kWh d'électricité. Si l'on prend en compte uniquement la consommation lors d'un cycle de lavage, un lave-vaisselle plein utilise globalement moins d'eau que plusieurs lavages à la main de la même quantité de vaisselle et par conséquent nettement moins d'énergie (le chauffage de l'eau est très énergivore), mais il faut disposer de davantage de vaisselle s'il y a peu de personnes au foyer. Le détergent utilisé peut être polluant selon le type utilisé.

Un écolabel européen a été mis en place par l'Union européenne pour informer les consommateurs à ce sujet.
Les produits chimiques utilisés pour le lavage laissent sur le verre des résidus en faible quantité, mais suffisants pour donner un goût à l'eau et à d'autres boissons bues dans des verres lavés au lave-vaisselle.

## Risques pour la santé
Dans un contexte mondial d'augmentation du risque pandémique et du nombre d'humains immunodéprimée, et alors que la demande mondiale en lave-vaisselle et machines à laver ne cessent de croître, des préoccupations sérieuses en matière de santé environnementale ont été soulevées à la suite de l'apparition de souches résistantes de bactéries, mais aussi de micro-champignons colonisant les lave-vaisselle (ainsi que dans les bondes d'évier, de douche et lavabo de salle de bain et les machines à laver,).
Dans l'atmosphère confinée du lave-vaisselle, les restes d'aliments souillant la vaisselle déposée en attente d'un lavage constitue à la fois un substrat et une nourriture abondante (sucres rapides notamment) immédiatement exploitée par de très nombreux microbes.
Parmi ceux-ci se trouvent des champignons tolérants au stress, qui souvent sont aussi des agents pathogènes humains opportunistes co-évoluant avec nous dans notre habitat.
Depuis le début des années 2000, il a été clairement montré que dans notre environnement domestique, qu'il soit urbain ou rural, plus que la salle de bain ou les toilettes, c'est la cuisine (où l'on trouve l'évier, et souvent une poubelle à proximité) qui est colonisées par la plus grande diversité de micro-organismes extrémotolérants,,.

De plus, l'intérieur de chaque lave-vaisselle en fonctionnement s'apparente pour ces microbes à un milieu extrême : bactéries, archées et microchampignons y sont soumis à des alternance de périodes humides, ennoyées et sèches ; à températures variant rapidement (de 20 °C à 74 °C), parfois élevées (plus de 70 °C) ; à de puissants détergents oxydants qui peuvent rapidement faire passer le pH de 6,5 à 12 ; à des taux variables et élevées de NaCl, à l'eau chlorée du réseau ; à la force de cisaillement des jets lancés par les asperseurs d'eau durant les cycles de lavage. La plupart des prélèvements faits dans les lave-vaisselle révèlent des Pseudomonas sp, Escherichia sp et Acinetobacter sp, trois groupes de bactéries connus pour inclure des souches et espèces pathogènes opportunistes, notamment sources de maladies nosocomiales. Malgré les puissants détergents utilisés et l'eau chaude, ces bactéries et d'autres (éventuellement naturellement extrêmophiles) peuvent discrètement produire des biofilms dans les parties fixes et mobiles du lave-vaisselle. Ces derniers ne sont pas nécessairement pathogènes mais peuvent l'être, et on y trouve aussi des souches microbiennes de l'environnement humain, pouvant notamment provenir de la bouche et des poumons, devenant peu à peu, via la sélection naturelle, résistantes à ce milieu. C'est le cas par exemple des souches : Saprochaaete clavata EX 5631, Candida albicans EX 9382, Candida parapsilosis EX 9370, Aureobasidium pullulans EX 3105, Aspergillus fumigatus EX 8280, Fusarium dimerum EX 9214, Exophiala dermatitidis EX 5586 et Rhodotorula mucilaginosa EX 9762. Des études récentes ont montré que « L'âge, la fréquence d'utilisation et la dureté de l'eau du robinet entrant dans les lave-vaisselle ont eu un impact significatif sur la composition des communautés bactériennes et fongiques. Les représentants de Candida spp. ont été trouvés à la prévalence la plus élevée (100 %) dans tous les lave-vaisselle et sont supposés être l'un des premiers colonisateurs des lave-vaisselle récemment achetés ». Comme dans les milieux extrêmes naturels, mais avec une source de nourriture autrement riche, des microchampignons peuvent s'associer à des bactéries pour fortement accroitre les processus d'adhésion, de contact et les interactions précoces nécessaires à la formation d'un biofilm. Les scientifiques constatent dans la quasi-totalité des lave-vaisselle qu'ils observent la présence constante de groupes de micro-organismes qu'ils ont qualifié de poly-extrémo-tolérants-persistants, sur le métal, le plastique et les joints en polymères de type caoutchouc synthétique.

Dans un monde aux ressources naturelles limitées, les nécessaires économie d'eau et d'énergie ont conduit à utiliser moins d'eau et des températures de lavage plus basses. Et les détergents tendent à être moins polluants (et donc en partie biodégradables), remplaçant des agents de lavage qui étaient très fortement biocides. Paradoxalement, ce sont les conditions de nettoyage poussé (mais épisodique) qui induisent une forte pression de sélection sur une diversité microbienne réduite, pression qui pousse les espèces les plus adaptées à de mieux en mieux résister au stress induit par les cycles de lavage. 
- Concernant les microchampignons (qui avec les bactéries établissent de solides biofilms) : ils sont peu affectés par la chloration de l'eau[25], ils peuvent d'ailleurs parfois déjà être présent dans l'eau du robinet bien qu'elle soit chlorée[26]. Plus l'eau est dure et plus le lave-vaisselle a servi, plus il sera riche en nombre et variété de microbes, mieux ces microbes seront bien fixés et plus leur diversité alpha sera élevée[16]. Si l'eau est douce ou adoucie, c'est le phylum Ascomycota qui domine la communauté fongique du lave-vaisselle[16]. Les champignons microscopiques les plus fréquents dans les lave-vaisselle sont des espèces des genres Candida, Cryptococcus et Rhodotorula, tous trois connus pour contenir des souches et espèces pathogènes opportunistes, souvent nosocomiales[16].

- concernant les bactéries : à titre d'exemple : dans 24 échantillons de biofilm formés sur des joints en caoutchouc de lave-vaisselle, 16 phylums bactériens ont été trouvés, dominés dans tous les cas par des protéobactéries, devant des actinobactéries et des Firmicutes. Plusieurs Bacteroidetes étaient également présents, dans tous les échantillons. Les autres phylums (contribuant jusqu'à 9 % du total des procaryotes) étaient Chloroflexi, Cyanobacteria, Deinococcus-Thermus, Spirochaetes, TM7, Verrucomicrobia, SynergIERTes et Acidobacteria). Dans tous les échantillons, les communautés de protéobactéries étaient dominée par les sous-classes alphaprotéobactéries (46 % ± 7 %) et gammaprotéobactéries (45 % ± 7 %) ; et les bacilles étaient la sous-classe dominante de Firmicutes. {{Citation|L'ADN dominant de tous les échantillons appartenait aux genres Gordonia (en), Wautersiella, Rhodobacter, Nesterenkonia, Stenotrophomonas, Exiguobacterium, Acinetobacter et Pseudomonas. Des Unités taxonomiques opérationnelles bactériennes représentées par le genre Meiothermus appartenant aux embranchements Deinococcus-Thermus (bactéries à coques très résistantes aux risques environnementaux) et TM7 étaient présentes dans 19 échantillons sur 21. En outre 62 % des lave-vaisselle contenaient des Escherichia et Shigella et 67 % contenaient des Pseudomonas[16].

Selon les chercheurs danois Prem Krishnan Raghupathi et al. (2018), le lave-vaisselle peut être une « source de pollution microbienne domestique, et de contamination croisée conduisant à des impacts médicaux élargis » ; ils soutiennent l'hypothèse déjà posée par au moins trois autres études, que l'augmentation régulière constatée ces dernières décennies[Quand ?] de l'incidence des infections fongiques d'origine domestique pourrait être expliquée par l'utilisation croissante du nombre de lave-vaisselle, appareils jouant le rôle de réservoir de pathogènes multirésistants,.

## Galerie d'images

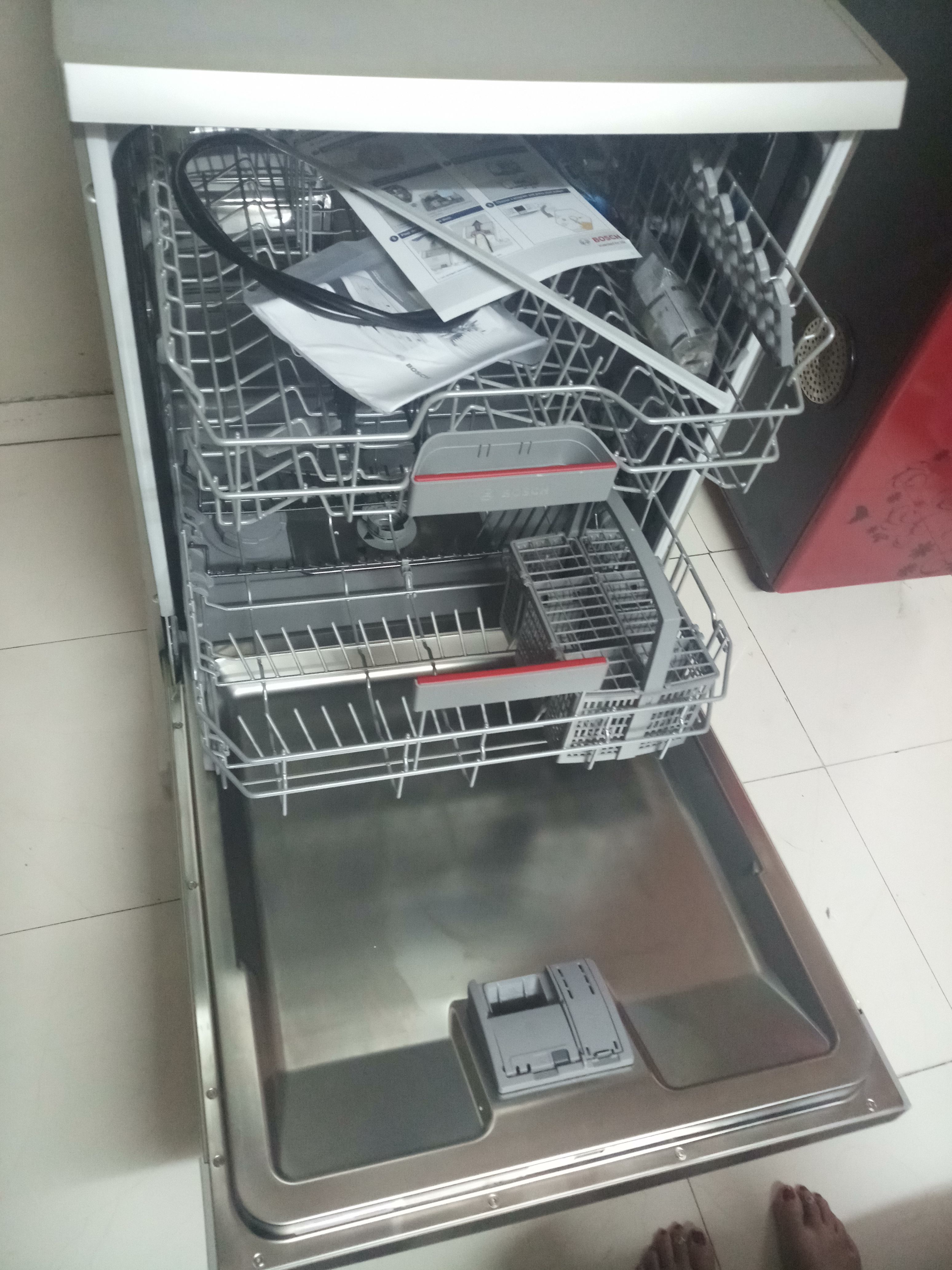
Compartiment pour la poudre à vaisselle (en poudre ou en tablette) (à gauche) et le liquide de rinçage (à droite), sur la partie supérieure du panneau abaissé.
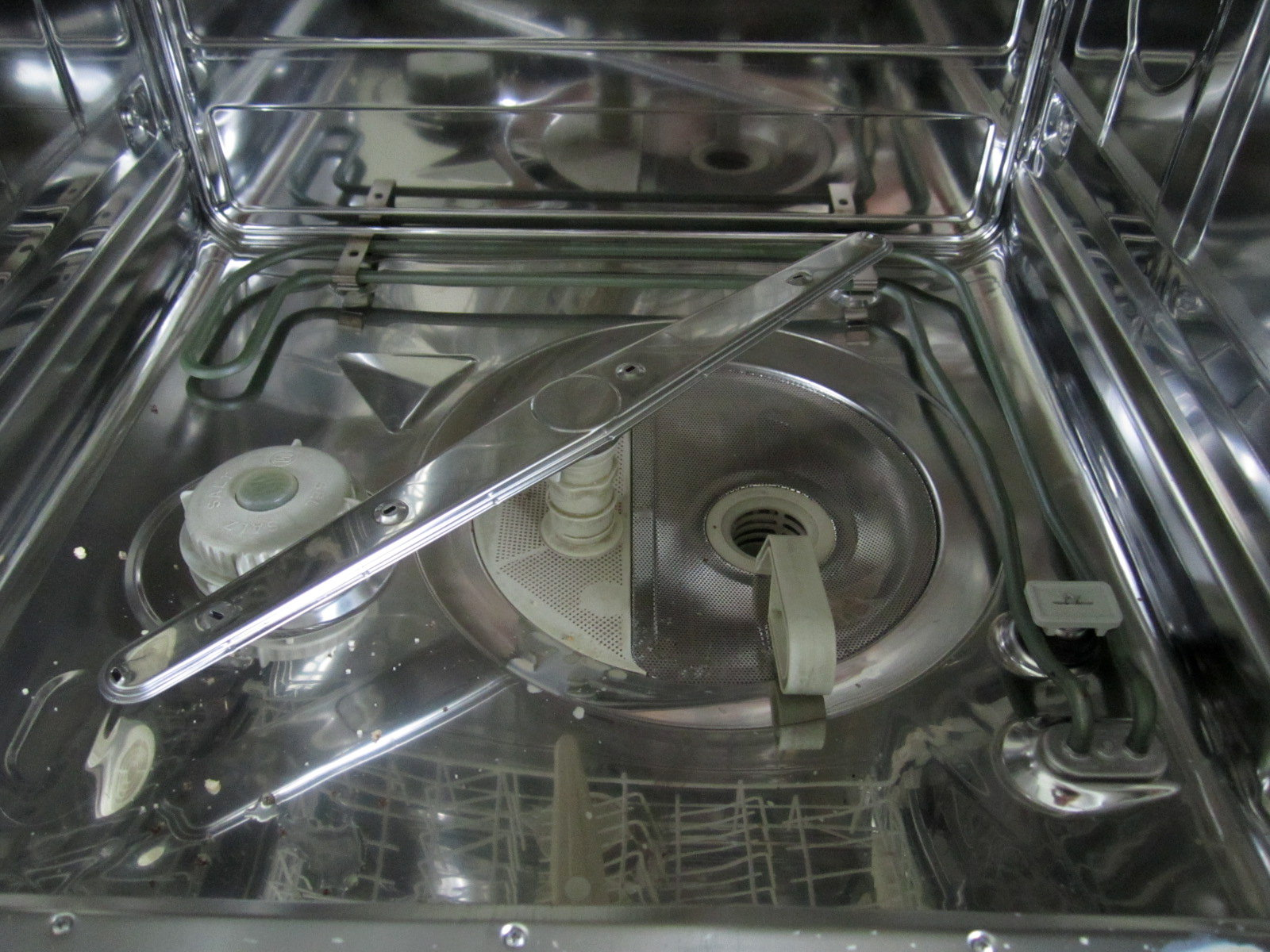
L'emplacement pour le sel régénérant de l'adoucisseur d'eau est à gauche en blanc, avec l'inscription "Salt" dessus ; le corps de chauffe est une résistance électrique gainée traversant la cuve en bas à droite
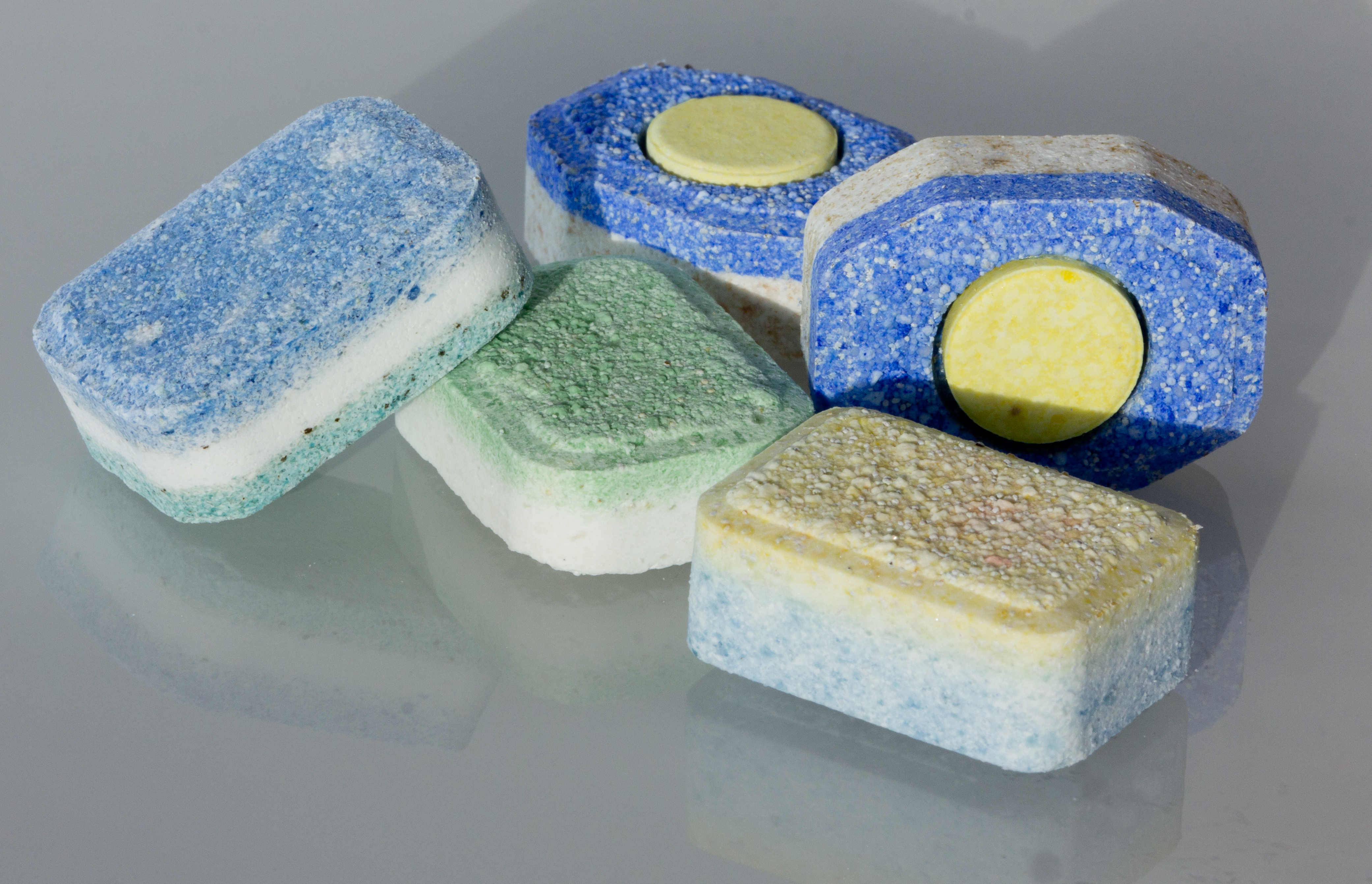
Tablettes de poudre à vaisselle
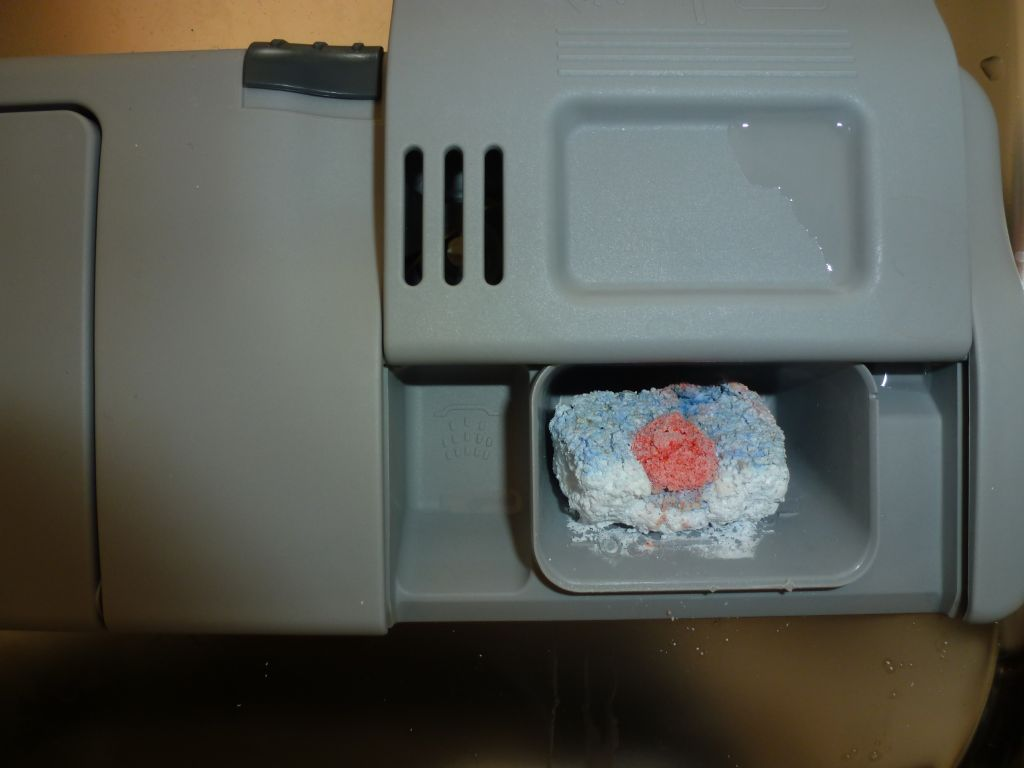
Tablette de poudre à vaisselle pas complètement dissoute dans son compartiment
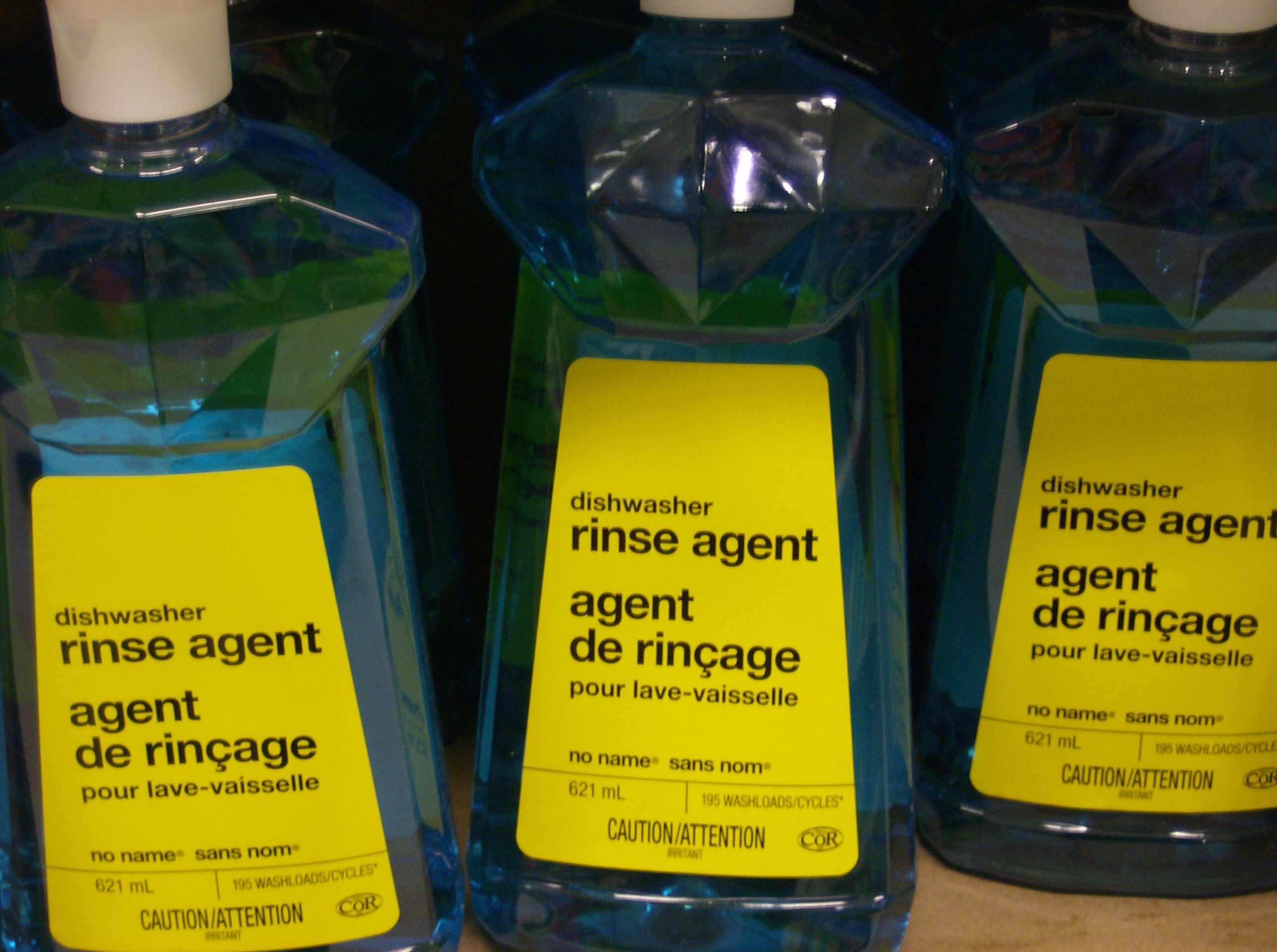
Liquide de rinçage pour lave-vaisselle